# Tortury Prometeusza
Tortury Prometeusza (wł. Il supplizio di Prometeo) – obraz olejny namalowany przez włoskiego malarza, rytownika, poetę, satyryka i kompozytora Salvatora Rosę pomiędzy 1646 a 1648 rokiem, znajdujący się w zbiorach Galleria Nazionale d’Arte Antica w Rzymie.

## Opis
Prometeusz będący jednym z tytanów w mitologii greckiej, leży na wznak, przykuty do skały na Kaukazie. Brutalność tortur objawia się w jego napiętych kończynach i wykrzywionych rysach. Jego prawa dłoń jest zaciśnięta, natomiast lewa jest szeroko otwarta, a ścięgna niemal wyrywają mu się z nadgarstka: obie rozpostarte nogi są napięte. Brzuch Prometeusza został rozerwany, odsłaniając wnętrzności. Wielki czarny orzeł z rozpostartymi skrzydłami pożera jego jelita, chociaż mit faktycznie mówi o wątrobie, która z każdym dniem odrastała, stając się codziennym posiłkiem dla orła i niekończącą się męką dla tytana.
Postać na obrazie jest identyfikowana jako Prometeusz po płonącej pochodni w prawym dolnym rogu, dzięki której tytan obdarzył ludzkość darem ognia. Orzeł, przypisywany Zeusowi, staje się narzędziem zemsty najwyższego z bogów. Męki Prometeusza to temat, w którym kwestie figuratywne, powiązane z właściwym przedstawieniem namiętności takich jak ból, zachwyt, śmierć i szaleństwo splatają się z motywami filozoficznymi i literackimi, odpowiadającymi wielostronnemu duchowi Salvatora Rosy.